# 최고운전
《최고운전》(崔孤雲傳) 또는 《최치원전》(崔致遠傳)은 조선시대 때의 작자·연대 미상의 고대소설로, 신라말기의 문신 최치원의 생애를 허구적인 상상력으로 재구성한 소설이다('고운'은 최치원의 호이다). 최치원의 파란만장한 일대기가 주제이다.

## 줄거리
신라시대, 최충이라는 자가 벼슬을 얻어 문창읍 수령으로 부임하게 된다. 그런데 문창에는 수령이 새로 올 때마다 그 부인이 사라진다는 소문이 있었다. 최충은 미리 아내의 손에 명주실을 감아 사라졌을 때 실을 쫓아가기로 한다. 어느 날 정말로 아내가 사라지자, 최충이 실을 쫓아가보니 뒷산 바위틈으로 이어져 있었다. 밤이 되자 바위가 열리고 그 안에서 금돼지가 최충의 아내를 비롯해 지금까지 납치한 수령의 부인들을 데리고 즐기고 있었다. 최충의 아내는 금돼지를 속여 그가 사슴 가죽을 씹어 뒤통수에 붙이면 죽는다는 약점을 알아내고, 마침 갖고 있던 주머니 실이 사슴 가죽으로 되어 있어 이를 이용해 금돼지를 죽이고 최충과 함께 나온다.
금돼지에게 잡혀갔을 때 아내는 이미 임신 중이었고, 돌아온 지 6개월 만에 아들을 낳는다. 그런데 아들의 손발톱이 기이하게 생겨 최충은 금돼지의 사생아로 의심하고 아들을 내다버린다. 그러나 낮에는 짐승들이 피하고 밤에는 선녀가 내려와 젖을 물리는 등 하늘이 아들을 돌보아 준다. 아들이 자라나 스스로 글을 읽자 최충의 아내가 그를 데려오자 하였으나 최충은 남의 시선이 두려워 꺼리고, 아내는 꾀를 내어 최충이 칭병하게 하고 아들을 데려와야 낫는다는 소문을 퍼뜨린다. 최충은 아들을 데려오려 관리들을 보내지만 벌써 3세가 된 아들은 부모가 직접 버렸기에 돌아갈 면목이 없다며 그들을 물리친다. 최충이 백성들을 모아 바닷가에 누대를 짓고 아들을 달래자 그제서야 돌아오게 된다. 아들은 누대를 월영대라 이름붙이고 선인들과 공부를 시작한다.
어느날 밤 아들이 시를 지어 불렀는데 이것이 중국까지 닿아 황제가 신라에 현자가 나타났다고 여겨 신하 둘을 월영대에 보낸다. 중국 신하들이 아들과 같이 시를 읊었는데 당해내지를 못하고 오히려 신라에 뛰어난 자가 많다고 하니 감당할 수 없다고 여겨 돌아온다. 황제가 화를 내며 상자 안에 달걀을 숨겨 신라에 보낸 뒤, 상자 안의 물건으로 시를 짓지 못하면 큰 화를 입게 될 것이라고 경고한다. 신라 왕은 선비들에게 시를 짓는 자에게 큰 상을 줄 것이라고 공고한다.
아들은 경성으로 와서 거울 고치는 일을 하며 나승상 댁에 온다. 마침 나승상의 딸 나소저가 거울을 고치러 왔는데 아들은 그 딸을 보고 반해서, 실수로 거울을 깨뜨린다. 아들은 노복이 되어 거울 값을 갚겠다며 스스로 파경노(破鏡奴)라 이름붙이고 나승상 댁 하인이 된다. 11세의 파경노는 신비한 기술로 일을 잘 해내고 나승상과 나소저는 파경노를 총애하게 된다.
상자 안의 물건을 알아내는 선비가 없자 신라 왕은 나승상을 불러 시를 지으라고 명령하며, 짓지 못하면 죄를 물을 것이라고 한다. 나승상은 근심하게 되었고, 소식을 들은 파경노는 나소저를 유혹하여 나승상에게 자신을 추천하게 한다. 나승상이 파경노를 불러 제안하자 파경노는 나소저와 결혼하게 해준다면 받아들이겠다고 한다. 나승상은 화를 냈지만 나소저가 가문을 살리기 위해 희생하여 파경노는 나승상의 사위가 된다. 파경노는 비로소 이름을 치원으로, 자를 고운으로 짓는다. 최치원이 종이를 벽에 붙이고 발가락에 붓을 꼽고 나소저와 같이 자자 나소저의 꿈에 쌍룡과 사람들이 나와 시를 쓴다. 다음날 최치원이 일어나 시를 썼는데, 상자 안에 든 것은 병아리라는 내용이었다. 이 시가 황제에게 전해지고 상자를 열어보니 정말로 달걀이 부화하여 병아리가 되어 있었다. 황실은 놀라지만 이 일로 신라가 중국을 무시할까 싶어 최치원을 중국으로 불러 들인다.
12세의 최치원이 나소저와 이별의 시를 주고 받고 배를 타고 중국으로 떠난다. 첨성도에서 배가 나아가지 못하는데, 용왕이 최치원을 불러 학문을 알려주게 하려고 그런 것이었다. 최치원이 떠나려 하자 용왕은 둘째아들 이목을 데리고 가게 한다. 중이도에서 가뭄이 든 마을을 만나자 이목이 비를 내리게 해서 가뭄을 해결하는데, 하늘에서 승려가 내려와 하늘이 마을에 벌을 내린 것인데 이목이 멋대로 비를 내리게 했다며 그를 죽이려고 한다. 최치원이 그를 막아서자 승려는 최치원이 천상계 사람임을 언급하며 어쩔 수 없이 돌아간다. 일이 끝나고 최치원은 이목이 할 일을 다했다며 돌려 보낸다.
최치원이 중국에 가는 길에 여러 사람을 만나 간장 적신 솜과 요술주머니 네 개를 받는다. 낙양에 도착하자 황제가 최치원을 죽이기 위해 여러 함정을 파놓지만 최치원이 요술주머니를 열어 함정을 모두 물리친다. 황제가 밥을 대접하는데 밥에 독약이 있음을 간파하자 황제는 포기하고 최치원을 후대하게 된다. 그해 가을 최치원은 과거시험에 장원급제하여 중국의 관료가 된다. 이 사이 황소의 난을 최치원이 격문을 써 토벌하자 황제는 최치원에게 더 큰 상을 내린다. 이에 다른 신하들이 질투해서 최치원을 모함하는 바람에 최치원은 먹을것 없는 무인도로 귀양을 가게 되지만, 간장 적신 솜으로 배부르게 먹으며 지낸다. 황제가 놀라서 최치원을 부르자 최치원은 중국이 질투하고 속이는 소인의 나라라면서 신라로 돌아가겠다고 하며, 청룡을 타고 낙양으로 가 황제를 만난다. 황제는 신라도 자신의 신하이므로 업신여길 수 없다고 하자, 최치원이 글자를 쓴 뒤 올라 타서 이곳은 황제의 땅이 아니라고 하니 황제가 머리를 조아린다. 최치원은 사자를 만들어 내어 그 사자를 타고 신라로 돌아온다.
신라로 돌아온 최치원이 말을 타고 신라 왕 앞을 지나가게 되었는데 왕은 죽을죄이지만 공이 많다며 최치원을 용서해준다. 최치원이 나승상댁에 오니 승상은 이미 죽고 없다. 최치원은 나소저를 데리고 가야산으로 들어가 신선이 되었다.

## 등장인물
- 최치원(崔致遠)

최고운. 본래 천상의 인물이나 옥황상제에게 가짜 정보를 알린 죄로 지상에 귀양을 오게 된다.
- 최충(崔沖)

최치원의 아버지. 문창읍의 사또이다. 최치원을 금돼지의 사생으로 오해하고 아들을 내버린다.
- 최치원의 어머니

금돼지에게 납치되나 미리 남편과 꾀를 짠 덕분에 풀려나올 수 있었다.
- 금돼지

최치원의 어머니를 비롯해 문창읍 사또의 부인들을 납치했던 요괴. 최치원의 어머니의 기지로 약점을 발설하고 그것에 그대로 당해서 죽게 된다.
- 이적(李積)

문창읍의 하급 관리.
- 나운영(羅雲英)

나소저. 나승상의 딸이자 최치원의 아내. 거울을 고치러 온 그녀에게 최치원이 반해서 거울을 깨뜨리고 최치원이 나승상댁에서 노비 일을 하는 계기가 된다.
- 나천업(羅千業)

나승상.
- 이목(李牧)

최치원이 중국으로 향하던 길에 만난 용왕의 둘째아들. 용왕의 부탁으로 최치원과 함께 중국으로 가게 되나, 이목의 정체가 용임을 알게 된 최치원이 그를 돌려보낸다.

## 해석
이른바 '영웅의 일생' 줄거리를 지닌 영웅소설에 속하며, 적강(謫降)·기아(棄兒)·글재주 다툼·알아맞히기·기계(奇計) 등 전래의 다양한 화소(話素)들이 복합되어 있다. 작품 후반에 이르러서는 당나라에 대한 한민족의 우월성을 드러내고 북방민족에게 당하는 시달림을 정신적으로 보상하고 있다.